# セルゲイ・レブロフ
セルゲイ・スタニスラーヴォヴィチ・レブロフ（ウクライナ語: Сергій Станіславович Ребров セルヒーイ・スタニスラーヴォヴィチュ・レブローウ；セルゲーイ・スタニスラーヴァヴィチ・リブローフ；ラテン文字転写の例:Serhii Rebrov、Serhiy Rebrov、1974年6月3日 - ）は、ウクライナ・ドネツィク州出身の元サッカー選手（FW）、サッカー指導者である。ウクライナ生まれのウクライナ人で、元ウクライナ代表。

## 経歴

### 選手時代
セルゲイは、ソ連時代の1974年にドネツィク州のホールリウカで生まれた。

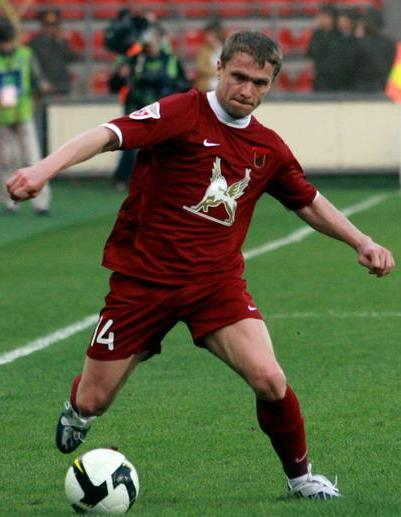
現役最後のクラブ、ルビン・カザン時代

1990年にウクライ・プレミアリーグ・シャフタール・ドネツクでキャリアをスタート。ウクライナが独立するとディナモ・キーウに移籍し、アンドリー・シェフチェンコとともに活躍した。1996年と1998年にはウクライナ年間最優秀選手に選出されている。またUEFAチャンピオンズリーグでも1997-98シーズンにベスト8、1998-99シーズンにはベスト4に導くなど、ヨーロッパでの評価を次第に上げていく。
その活躍が認められて2000年にクラブ史上最高額の移籍金でプレミアリーグ・トッテナム・ホットスパーへ移籍。しかしプレミアリーグでは実力を発揮できず、トルコサッカーリーグ・フェネルバフチェへ移籍。その後移籍したイングランドではウェストハム・ユナイテッドのプレミアリーグ昇格へ貢献。2005年より古巣ディナモ・キエフでプレー。2008年にはルビン・カザンに移籍して現役を終えた。
ウクライナ代表としては1992年6月27日のアメリカ戦でデビューを果たし、長らくFWの軸としてシェフチェンコらと活躍した。2006 FIFAワールドカップでも代表に選出され、グループリーグのサウジアラビア戦でミドルシュートを放ち1得点をあげた。

### 引退後
2009年7月20日から古巣のディナモ・キエフのリザーブチームのコーチに就任。2014年から2017年までは監督を務めた。
2017年6月22日、アル・アハリ・ジッダの監督に就任。以降、ハンガリーのフェレンツヴァーロシュや、UAEのアル・アインを指揮。
2023年6月、母国ウクライナの代表監督に就任。

## エピソード
- 彼は、UT5UDX (ウクライナ) 、M0SDX (イングランド) 、TA2ZF (トルコ) 、UT0U (ウクライナ) 局のコールサインを持つ熱心なアマチュア無線家である。「ラジオ頭」の愛称もこれに因む[3]。

## 代表歴

### 出場大会
- ウクライナ代表
  - 2006 FIFAワールドカップ

### 試合数
- 国際Aマッチ 75試合 15得点（1992年-2006年）[4]

| ウクライナ代表 | 国際Aマッチ | 国際Aマッチ |
| 年             | 出場        | 得点        |
| -------------- | ----------- | ----------- |
| 1992           | 1           | 0           |
| 1993           | 3           | 0           |
| 1994           | 0           | 0           |
| 1995           | 0           | 0           |
| 1996           | 5           | 1           |
| 1997           | 10          | 3           |
| 1998           | 5           | 4           |
| 1999           | 10          | 4           |
| 2000           | 5           | 0           |
| 2001           | 8           | 0           |
| 2002           | 7           | 1           |
| 2003           | 7           | 0           |
| 2004           | 4           | 0           |
| 2005           | 3           | 1           |
| 2006           | 7           | 1           |
| 通算           | 75          | 15          |